# Лі Яцзє
Лі Яцзє (16 липня 2002 ) — китайська стрибунка у воду, чемпіонка світу.